# 켈라

고대 그리스 신전의 평면도: 켈라의 일부를 이루는 지성소인 아디톤이 강조 표시되어 있다

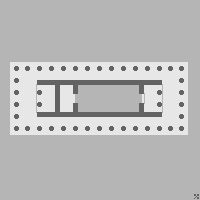
고대 그리스 신전의 평면도: 지성소인 아디톤을 제외한 켈라가 강조 표시되어 있다. 켈라는 벽으로 둘러싸여 있지만 다른 방 또는 공간은 최소한 한쪽 면이 기둥으로 되어 있다.

켈라(cella, "작은 방") 또는 나오스(ναός naos[*], "신전")는 서양의 고전주의 건축에서 신전의 안쪽 방을 가리키거나 또는 고대 로마 건축의 도무스(집)에서 도로쪽의 방을 가리킨다. 켈라는 벽으로 둘러싸여 있는데, 이러한 점에 기인하여 의미의 확대가 일어나 종교적 은둔자, 수행자 또는 수도사의 방(cell), 즉 수도실을 뜻하게 되었고 17세기부터는 식물이나 동물의 세포(cell)를 뜻하게 되었다.
고대 그리스와 로마의 신전에서 켈라는 해당 신전에서 모시는 신의 신상(神像)이 놓여지는 신성한 안쪽의 방, 즉 신상 안치소를 뜻했다. 켈라에는 신전의 가장 신성한 장소인 지성소(至聖所)에 해당하는 아디톤(Adyton)이 포함되어 있다.

## 같이 보기
- 신전
- 주랑 현관
- 그리스 신전
- 로마 신전
- 미트라에움
- 페립테로스

## 참고 문헌
- 본 문서에는 현재 퍼블릭 도메인에 속한 브리태니커 백과사전 제11판의 내용을 기초로 작성된 내용이 포함되어 있습니다.